# Kontoerstgutschrift
Die Kontoerstgutschrift ist ein Verfahren zur Umstellung des österreichischen Pensionssystems vom alten Berechnungssystem auf das neue Pensionskonto des Allgemeinen Pensionsgesetzes. Es handelt sich bei der Kontoerstgutschrift um keine Banküberweisung, sondern um eine Berechnung der bis 2013 erworbenen Pensionsansprüche.

## Betroffene und deren Mitwirkung
Die Kontoerstgutschrift betrifft alle Personen, die ab dem 1. Jänner 1955 geboren wurden und bis zum Stichtag 31. Dezember 2013 versichert sind und dabei mindestens ein Monat nach dem alten, bis 31. Dezember 2004 geltenden Pensionsrecht versichert waren. Das sind Versicherungszeiten nach dem allgemeinen Sozialversicherungsgesetz, dem Bauern-Sozialversicherungsgesetz, dem gewerblichen Sozialversicherungsgesetz oder dem Sozialversicherungsgesetz der freiberuflich selbständig Erwerbstätigen. 
Nicht betroffen sind jene Personen, deren erstmalige Versicherung bereits in das ab dem 1. Jänner 2005 ausschließlich geltende Allgemeine Pensionsgesetz fällt.
Im Jahr 2013 wurde allen Betroffenen ein „Antrag auf Ergänzung der Versicherungszeiten zur Feststellung der Kontoerstgutschrift zum 1. Jänner 2014“ zugesendet. Die darin enthaltenen Daten mussten von den Versicherten kontrolliert und auch bei Richtigkeit der Angaben bestätigt und retourniert werden. Fehlende Angaben mussten ergänzt und durch geeignete Dokumente belegt werden (z. B. Dienstvertrag, Lohn- oder Gehaltsabrechnung, Dienstzeugnis, Lohnzettel und Beitragsgrundlagennachweis (Formular L16), oder für Kindererziehungszeiten die Geburtsurkunden der Kinder). Schul- und Studienzeiten mussten auch dann angegeben werden, wenn nicht geplant war, diese als Versicherungszeiten nachzukaufen. Die Pensionsversicherung klärte die ergänzten Angaben mit der zuständigen Sozialversicherung ab.
Im Jahr 2014 erhielten die Betroffenen eine Mitteilung über die Höhe der Kontoerstgutschrift. Bis zum 31. Dezember 2016 sollten nachträgliche Änderungen, wie etwa Kindererziehungszeiten, bekanntgegeben werden.

## Rechtsmittel
Bis 31. Dezember 2016 konnte bei der zuständigen Pensionsversicherung ein Bescheid über die Kontoerstgutschrift beantragt werden. Geplant war darüber hinaus die Einführung eines „Widerspruchsverfahrens“, in dem innerhalb eines Jahres über angefochtene Bescheide entschieden werden sollte. Wurde im Widerspruchsverfahren nicht entsprechend dem Widerspruch entschieden, konnte der Bescheid dem „Widerspruchsausschuss“ vorgelegt werden. Klagen beim Arbeits- und Sozialgericht konnten erst mit dem so erhaltenen „Widerspruchsbescheid“ eingebracht werden.

## Ermittlung der Kontoerstgutschrift
Der Höhe des auf der Kontoerstgutschrift gutgeschriebenen Betrages wurde durch einen Vergleich der alten mit der neuen Berechnungsmethode ermittelt. Dafür wurden zwei fiktive Pensionen unter der Annahme berechnet, dass mit 31. Dezember 2013 das Regelpensionsalter erreicht ist. Zu den Versicherungszeiten zählen auch Zeiten der Kindererziehung.
Für den Ausgangsbetrag wurden die Ansprüche nach dem alten Recht berechnet. Dafür wurden zunächst die besten 336 Beitragsmonate (28 Jahre) herangezogen und um für jedes Kalenderjahr festgelegte Aufwertungsfaktoren erhöht. Zeiten der Kindererziehung wurden in derselben Höhe, jedoch mit mindestens 122 % und höchstens 170 % des Ausgleichszulagenrichtsatzes für Alleinstehende (2013: 837,63 Euro) berechnet.
Der Vergleichsbetrag wurde nach den am 31. Dezember 2013 geltenden Regelungen, jedoch ohne besonderen Steigerungsbetrag (Höherversicherung), berechnet. Von dem so ermittelten Betrag wurde eine vom Geburtsjahr abhängige Unter- und eine Obergrenze ermittelt. Die Untergrenze betrug für die 1955 Geborenen 98,5 % und sank pro Jahr um 0,2 % bis zum Geburtsjahrgang 1965; ab diesem beträgt sie einheitlich 96,5 %. Die Obergrenze betrug für 1955 Geborene 101,5 % und stieg bis zum Jahr 1965 um je 0,2 % auf 103,5 % des ermittelten Vergleichsbetrages.
- Lag der Ausgangsbetrag unter der Untergrenze des Vergleichsbetrages, so betrug die Kontoerstgutschrift das 14fache der errechneten Untergrenze.
- Lag der Ausgangsbetrag zwischen der Unter- und der Obergrenze, betrug die Kontoerstgutschrift das 14fache des Ausgangsbetrages.
- Lag der Ausgangsbetrag über der Obergrenze, betrug die Kontoerstgutschrift das 14fache der Obergrenze.

Die Kontoerstgutschrift wurde als Gesamtgutschrift für das Jahr 2013 in das Pensionskonto aufgenommen. Für Pensionen mit einem in den Jahren 2014 bis 2016 liegenden Stichtag und mehr als 480 Versicherungsmonaten (40 Jahre) galten gesonderte Bestimmungen, die über eine amtswegige Neuberechnung der Kontoerstgutschrift erfolgte.

## Fehlstart
Mit Beginn des Jahres 2014 gab die Pensionsversicherung bekannt, dass von den 3,6 Millionen versendeten Formularen 2,4 Millionen nicht oder nur unvollständig ausgefüllt retourniert wurden. Es wird daher ein zweiter Anlauf gestartet, indem Erinnerungsschreiben verschickt werden, die vereinfachte Fragen enthalten. Versicherte, die auch darauf nicht reagieren, erhielten im April einen RsB-Brief.